# Trigonoconcha
Trigonoconcha is een uitgestorven monotypisch geslacht van tweekleppigen uit de  familie van de Praenuculidae.

## Soort
- Trigonoconcha acuta